# Elytroleptus limpianus
Elytroleptus limpianus là một loài bọ cánh cứng trong họ Cerambycidae.